# Charles Morton
Charles Morton (Pendavy, 15 febbraio 1627 – Cambridge, 11 aprile 1698) è stato un pastore protestante inglese, fondatore di una delle prime accademie per dissenzienti, e professore all'Università Harvard.

## Biografia
Charles Morton nacque a Pendavy, villaggio nei pressi di Egloshayle, in Cornovaglia, e fu battezzato il 15 febbraio 1627. Era il figlio maggiore di Nicholas Morton e di Frances Kestell. Morton crebbe in un ambiente dalle forti venature puritane. Il 7 settembre 1649 entrò al Wadham College e conseguì il baccellierato il 6 novembre 1649 e la laurea magistrale il 24 giugno 1652. A Oxford era noto come matematico ed era molto stimato da John Wilkins.
Nel 1655 Morton fu nominato canonico di Blisland in Cornovaglia, ma fu espulso dopo l'Atto di uniformità del 1662, dopodiché si ritirò in un piccolo caseggiato, di sua proprietà, a St Ive. Perse i beni a causa del Grande incendio di Londra e dovette emigrare a Londra per mantenersi.
Pochi anni dopo istituì a Newington Green, a quei tempi un villaggio a nord di Londra, una delle più importanti scuole per i dissenzienti, "probabilmente sul sito dell'attuale chiesa unitariana". la scuola prevedeva studi di religione, classici, storia, geografia, matematica, scienze naturali, politica e lingue moderne e possedeva un laboratorio ben attrezzato. Le lezioni venivano tenute in inglese, non in latino. Il romanziere Daniel Defoe e il politico e militare Samuel Shute furono tra gli studenti della scuola di Morton. Anche molti ministri dissidenti, tra i quali John Shower, Samuel Lawrence, Thomas Reynolds e William Hocker, studiarono all'accademia di Morton.
Le scuole per i dissenzienti erano controverse e contrarie alla lettera della legge. Samuel Wesley il Vecchio, un contemporaneo di Defoe nel 1703 attaccò le accademie per dissenzienti come quella di Morton, nella sua Letter from a Country Divine. Le accademie furono difese dal Rev. Samuel Palmer nel suo A Defence of the Dissenters' Education in their Private Academies. Wesley rispose con il saggio A Defence of a Letter on the Education of Dissenters, 1704, al quale Palmer ribatté con il pamphlet A Vindication of the Learning, Loyalty, Morals of the Dissenters. In answer to Mr. Wesley, 1705.
A causa delle polemiche e delle azioni legali contro la sua scuola Morton decise di emigrare nel New England, dove sbarcò nel luglio del 1686 con la moglie, il suo allievo Samuel Penhallow e il nipote Charles Morton. Un altro nipote li aveva preceduti nel 1685. Morton avrebbe dovuto diventare preside dell'Università di Harvard, ma un'altra persona fu nominata prima del suo arrivo. Fu, tuttavia, nominato membro della corporazione del college e suo vicepresidente, e redasse un sistema di logica e un compendio di fisica, che furono per molti anni due dei libri di testo dell'università. Le lezioni di filosofia che teneva nelle sue stanze erano frequentate da diversi studenti del college.
Morton fu processato per le espressioni sediziose che avrebbe pronunciato durante un sermone predicato il 2 settembre 1687, ma fu assolto. Morton fu tra coloro che sollecitarono il processo alle streghe di Salem.
Intorno al 1694 la salute di Morton iniziò a peggiorare. Morì a Charlestown l'11 aprile 1698 e fu sepolto il 14 aprile. Al suo funerale parteciparono gli ufficiali dell'Università Harvard e i suoi studenti. Con il suo testamento, datato novembre 1697, lasciò le sue case e le sue terre a Charlestown e in Cornovaglia con il resto della sua proprietà ai suoi due nipoti, Charles e John Morton, e alla nipote in parti uguali. Un epitaffio fu scritto per lui dal Rev. Simon Bradstreet, suo successore nel ministero.

## Opere
Morton fu l'autore del Compendium Physicae in lingua inglese (1687), il primo libro di testo americano di astronomia e fisica. Il corso adotta un'impostazione aristotelico-scolastica, non scevra dall'influenza di autori moderni come John Wallis, Robert Hooke, Robert Boyle e persino René Descartes. Il libro di testo era anche noto come A System of Physicks, e fu tra i più importanti testi di filosofia naturale pubblicati nell'America britannica. Fu utilizzato per insegnare scienza e metodo scientifico agli studenti sia di Harvard che di Yale dalla fine degli anni '80 del 1600 fino alla fine degli anni '20 del 1700.
Il Compendium Physicae fu probabilmente completato prima della sua immigrazione in America (intorno al 1680), e tutte le copie originali esistenti (circa 20) sono riconducibili ad Harvard o Yale. Una trascrizione del Compendium Physicae ad opera di Samuel Eliot Morison fu pubblicata in Publications of the Colonial Society of Massachusetts vol. 33 (Boston: 1940).
Morton pubblicò molti opuscoli su questioni sociali e teologiche. Un suo articolo "The Improvement of Cornwall by Seasand" fu pubblicato nelle Philosophical Transactions, x. 293–6, e il suo "Enquiry into the Physical and Literal Sense of Jeremiah VIII. 7—the stork in the heaven knoweth her established times", fu ristampato nell'"Harleian Miscellany", 1744 II. 558–567, 1809 II. 578–88.